# Sergestoidea
Sergestoidea Dana, 1852, é uma superfamília de crustáceos dendrobranquiados, sendo chamados popularmente de camarões. O grupo abriga duas famílias; Luciferidae e Sergestidae, que originou o nome da superfamília. Suas principais características morfológicas se baseiam no rostro menor que o pedúnculo ocular e a perda ou redução dos pereópodes 4 e 5. 
Esses animais têm um hábito de vida bentônico, principalmente Luciferidae, que apresenta alta especialização para tal, como a perda das quelas e a retenção dos ovos no terceiro pleópode da fêmea. Todos os membros de Sergestoidea são marinhos, com exceção de Acetes, um gênero de Sergestidae que vive em água doce. Desempenham um importante papel na cadeia trófica dos oceanos, fazendo parte do zooplâncton, se alimentando de microorganismos e sendo predados por animais maiores. Além disso, também fazem parte da atividade pesqueira em alguns países africanos e asiáticos, assim como no norte do Brasil.

## Taxonomia e Filogenia
A Super-Família Sergestoidea encaixa-se na Ordem Dendrobranchiata e compreende a Família Sergestidae e Luciferidae.  A Família Sergestidae é composta por 14 gêneros que abarcam 97 espécies. Enquanto Luciferidae é composta por 2 gêneros, que abarcam apenas 7 espécies.
Filogenia de Decapoda, baseada em  WoRMS Editorial Board (2019)
|              | Penaeoidea                                                  |
|              |                                                             |
| Sergestoidea | \| \| Luciferidae \| \| \| \| \| \| Sergestidae \| \| \| \| |
|              | \| \| Luciferidae \| \| \| \| \| \| Sergestidae \| \| \| \| |
|              | Luciferidae                                                 |
|              |                                                             |
|              | Sergestidae                                                 |
|              |                                                             |

|  | Luciferidae |
|  |             |
|  | Sergestidae |
|  |             |

|              | Penaeoidea                                                  |
|              |                                                             |
| Sergestoidea | \| \| Luciferidae \| \| \| \| \| \| Sergestidae \| \| \| \| |
|              | \| \| Luciferidae \| \| \| \| \| \| Sergestidae \| \| \| \| |
|              | Luciferidae                                                 |
|              |                                                             |
|              | Sergestidae                                                 |
|              |                                                             |

|  | Luciferidae |
|  |             |
|  | Sergestidae |
|  |             |

A posição de Luciferidae em Sergestoidea é problemática, dada a diferença entre os grupos. A posição de Luciferidae foi inferida por conta de ausência dos pereópodes 4 e 5, dada a presença desses reduzidos em Sergestidae (e até ausentes em Acetes). Atualmente, a maioria das grandes modificações de Luciferidae são atribuídas a sua grande especialização ao modo de vida planctônico. Entretanto, a ausência completa de brânquias em Luciferidae torna difícil e delicada sua inclusão em Dendrobranchiata.
Revisões taxonômicas mais recentes, com base em dados morfológicos, indicam Luciferidae como grupo monofilético, enquanto que os demais sergestóides, antes composto pela família Sergestidae, não são um grupo natural e são divididos em quatro clados monofiléticos bem suportados: Acetidae, Sicyonellidae, Petalidiumidae e Sergestidae. Características gerais externas são as mais importantes para sustentar as famílias dentro de Sergestoidea, só sendo insuficientes para sustentar Sergestidae.

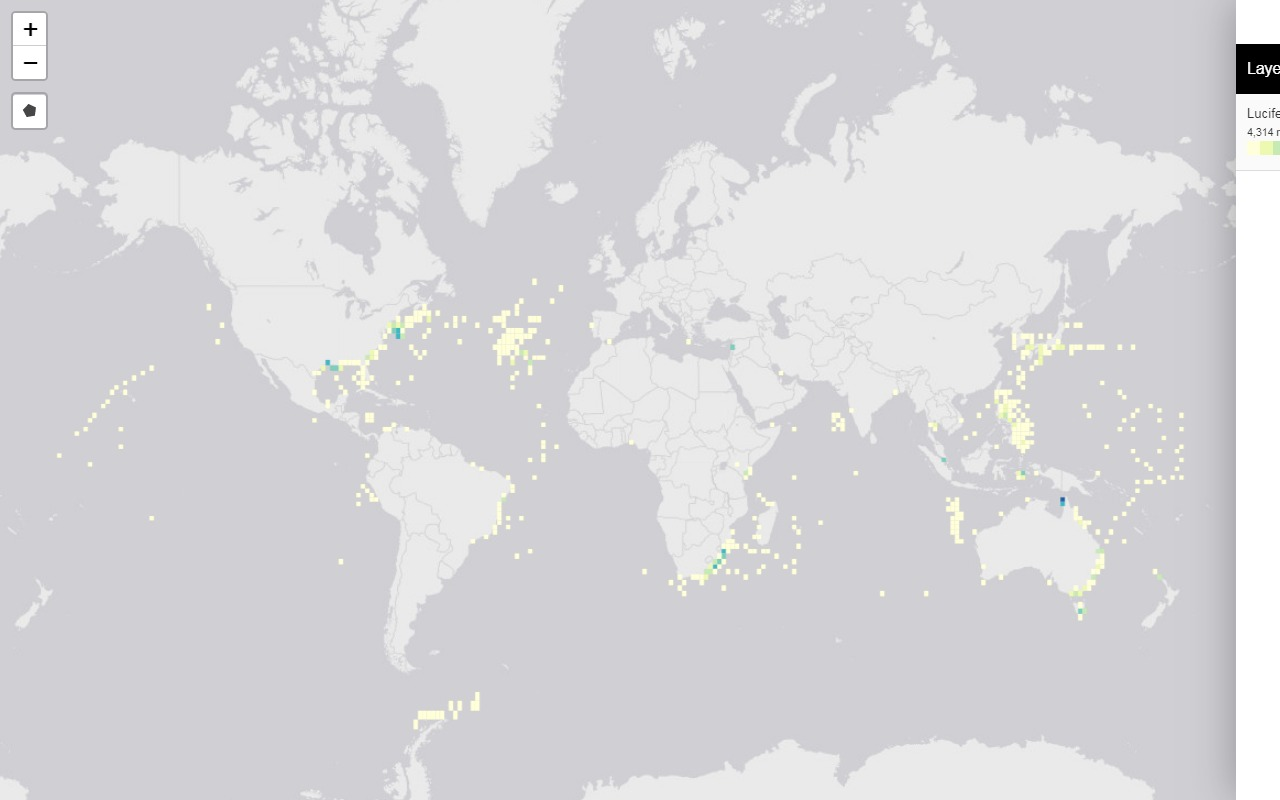
Mapa da distribuição mundial da Família Luciferidae. Retirada de OBIS

## Distribuição Geográfica

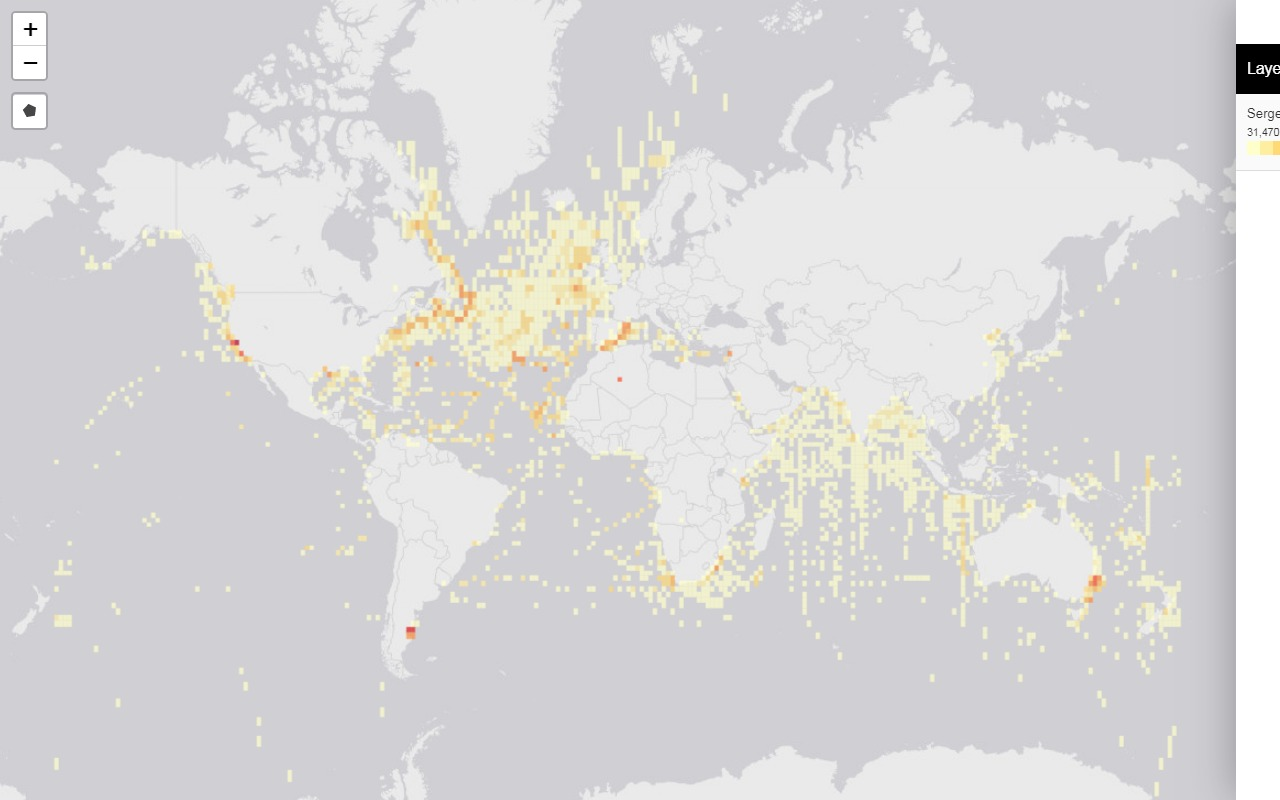
Mapa da distribuição mundial da Família Sergestidae. Retirada de OBIS

Sergestoidea é uma Super-Família de distribuição ampla, entretanto, há variações quanto às Famílias. Em Luciferidae, há maior concentração sobretudo em regiões quentes, equatoriais, o que corresponde às informações levantadas por alguns autores. Enquanto que, em Sergestidae, os registros são mais distribuídos e abundantes, concentrando-se nas regiões entre Equador e Trópico de Câncer (10° - 15°).
As faixas preferenciais observadas na distribuição das duas famílias reflete a forma com que condições ambientais afetam o ciclo de vida de cada um destes grupos. Isso ocorre porque, em locais de maiores temperaturas, em faixas equatoriais, os Luciferídeos tem maior taxa reprodutiva e de sobrevivência, resultando em uma maior abundância nesta latitude. Enquanto que os Sergestídeos acompanham o Princípio de Bergmann: com o declínio da temperatura da água, há um aumento no período de vida e, consequentemente, no tamanho destes animais, isso porque os crustáceos crescem através de mudas, processo que ocorre durante toda a sua vida, por isso, pode-se dizer que crustáceos mais velhos são maiores, em geral. Em estudos de distribuição de Sergestidae, percebeu-se que indivíduos que vivem em regiões mais frias são maiores que os de regiões mais quentes. 
Em estudos associados à análise de distribuição e abundância de Sergestidae, percebeu-se que, além de uma temperatura preferencial algumas vezes mais baixa, estes camarões encontram-se em abundância em regiões onde o nível de clorofila-a medido estava alto, associado diretamente a produção primária e, consequentemente, a uma maior abundância de alimento para os camarões. 
A variação da profundidade observada no gráfico, demonstrando picos em áreas de 0 - 10 metros e 200 - 700 / 1000 - 2000 metros, pode ser resultado do processo de migração vertical observada por camarões da família Luciferidae, associado à desova (mais próxima da superfície)  e alimentação (em profundidade). Este processo decorre, em alguns casos, pela variação na salinidade por conta da pluviosidade em águas mais rasas, o que ocasiona a migração destes camarões. Além disso, as fêmeas tendem a migrar para profundidades mais rasas no período da noite para desovar, acredita-se que isso se deve à reduzida predação por planctívoros, este processo recebe o nome de Migração Vertical. 

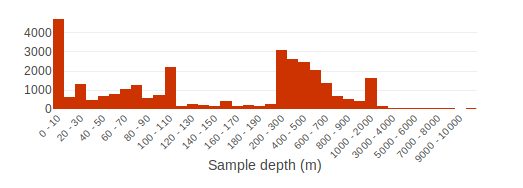
Gráfico da distribuição de profundidades em que foram registradas ocorrências dos camarões da superfamília Sergestoidea. Retirada de OBIS

Além disso, ainda acerca da profundidade, pode ser associada aos diferentes hábitos encontrados em Sergestidae,ocupando desde profundidades mais baixas (0 - 100 metros) a mais altas (300 - 2000 metros).
Existe, em Sergestidae, uma única espécie encontrada em água doce, Acetes paraguayensis. Esta espécie possui modificações morfológicas evidentes provavelmente associadas ao seu hábitat.

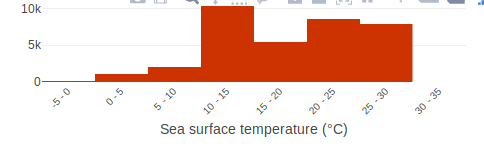
Gráfico da temperatura das águas em que foram coletados camarões da superfamília Sergestoidea. Retirado de OBIS

As representantes mais abundantes na costa brasileira são algumas espécies de Luciferídeos, encontrados preferencialmente em regiões neríticas tropicais, como a foz do Rio Amazonas (Lucifer faxoni). Alguns autores associam esta distribuição à reduzida salinidade da área, no caso citado acima, por estar associada a área de descarregamento de um grande rio. Entretanto, esta explicação não é consensual, havendo pesquisadores que associem a distribuição de Luciferídeos à áreas de alta salinidade.  Apesar da discordância nos estudos analisados, verificou-se um fator importante a ser considerado é que em áreas em que há maior variação na salinidade, decorrente da alta frequência de chuvas, a taxa de sobrevivência de ovos e larvas de luciferídeos é menor, o que resulta em uma redução na população nos meses seguintes. 
Há grande variação no tamanho e na abundância de Sergestoídeos encontrados nas diferentes épocas do ano decorrente das mudanças de hábito que acompanham o ciclo de vida destes camarões.

## Anatomia

### Anatomia geral de Dendrobranchiata
Uma primeira característica para  classificação dos Dendrobranchiata é a divisão do corpo em regiões, sendo a primeira o cefalotórax, uma fusão dos segmentos torácicos e cefálicos. Neste se encontram um rostro e olhos pedunculados, além de um par de antenas e um par de antênulas, todas com função sensorial. Tem ainda um par de mandíbulas para trituração do alimento e dois pares de maxilas, que vão auxiliar na manipulação do alimento. Na região do tórax existem três pares de maxilípedes e cinco pares de pereópodes (apêndices torácicos), sendo que os três primeiros são quelados. As brânquias são do tipo dendrobrânquia, que é constituída basicamente de dois ramos principais que derivam do eixo central e então se subdividem em ramos secundários.
A segunda região do corpo é o abdome, onde se encontram as vísceras do animal (com exceção do coração e das brânquias). Os cinco primeiros somitos (segmentos) abdominais apresentam pleópodes (apêndices abdominais, atuam na natação), enquanto que no sexto somito há a especialização dos apêndices em urópodes (dois últimos apêndices torácicos) que, junto ao telson terminal (sétimo somito), formam o leque caudal, que pode bater e movimentar o animal para trás, estando então envolvido na natação de fuga. A pleura (porção lateral do exoesqueleto de artrópodes) do segundo somito abdominal não sobrepõe a primeira, mas sobrepõe a terceira.
O petasma, aparelho copulador do macho, está presente no primeiro somito abdominal, enquanto que o télico, aparelho reprodutor da fêmea, está localizado ventralmente entre o quarto e o quinto par de pereópodes. Além disso, o télico pode ser fechado, quando a massa espermática é colocada internamente nas placas do télico, ou aberto, deixando então a massa espermática exposta. Os ovos são liberados diretamente na água, não tendo então uma incubação.

### Anatomia geral de Sergestoidea
Camarões da superfamília sergestoidea caracterizam-se pela sua carapaça extremamente ou pouco comprimida, além de um rostro menor que o pedúnculo ocular. Ainda é possível observar uma redução ou perda dos pereópodes quatro e cinco (com exceção do grupo Sicyonella). A pleurobrânquia é ausente e o flagelo ventral da antênula também pode estar ausente ou modificado. Camarões desse grupo nunca apresentam mais que duas brânquias por somito torácico em cada lado, além de também não terem mais que 7 ou 8 brânquias bem desenvolvidas em cada lado do corpo.

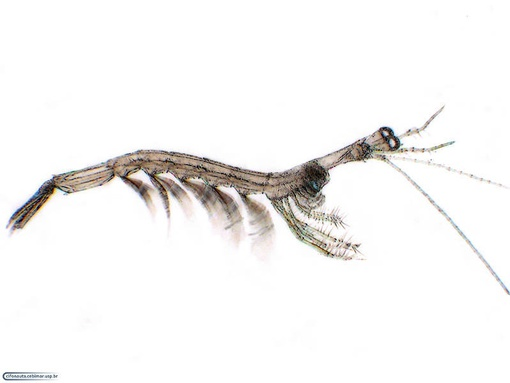
Camarão Luciferidae

### Anatomia geral da famíliaLuciferidae
Caracterizada por ter a carapaça bastante comprimida, especialmente lateralmente, além de ter a porção anterior do corpo alongada, distanciando a mandíbula das antenas e dos olhos. O rostro é diminuído e fino. O flagelo ventral da antênula é ausente, assim como o quarto e o quinto pereópodes, sendo que os restantes não têm quelas, com exceção do terceiro que pode ter uma incompleta. O primeiro maxilípede não tem epipodito e exopodito, enquanto que no segundo maxilípede falta apenas o epipodito.

### Anatomia geral da famíliaSergestidae

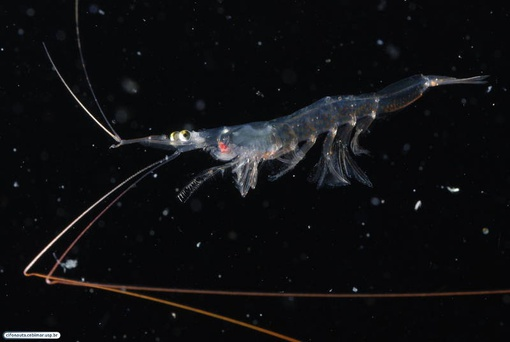
Camarão Sergestidae

Caracterizada por um tegumento fino e até macio. O rostro é rudimentar. A carapaça é moderadamente comprimida e as brânquias estão presentes, sendo essas duas características as mais importantes para diferenciar Sergestidae de Luciferidae. Antenas, branchiostegal e espinhos pterigostômicos ausentes. Do primeiro ao quinto somito abdominal é possível observar certo arredondamento dorsal. Segundo e terceiro maxilípedes e todos os pereópodes sem exopodito. O flagelo ventral da antênula é bipartido, além disso, é modificado no macho, formando o ‘clasping organ’.
O petasma tem lobos acessórios que variam entre os grupos, muitas vezes contendo ganchos. O télico com esternito XII, algumas vezes o XIII e a coxa do terceiro pereópode modificado, tendo o receptáculo seminal pequeno, variando de forma.

## Habitat e Ecologia
O domínio pelágico é dividido verticalmente nas zonas epipelágica, onde a luz é suficiente para produção primária (conversão de compostos inorgânicos em orgânicos) / fotossíntese; mesopelágica, em que a luz é insuficiente para fotossíntese mas suficiente para regular os ciclos diurnos e noturnos da fauna dessa zona; e a batipelágica, onde não há luz. Há também a divisão horizontal em zona oceânica e nerítica (região em que a coluna d’água está sobre a plataforma continental).
A família Luciferidae tem como habitat a zona epipelágica somente, enquanto Sergestidae está distribuída também nas zonas mesopelágica e batipelágica. Quanto a distribuição horizontal, em Sergestoidea a maioria dos clados ocupam a zona oceânica e poucos a nerítica.

A maioria dos integrantes desse grupo pertencem a ecossistemas marinhos, mas existem algumas poucas exceções que vivem em água doce, como Acetes paraguayensis.

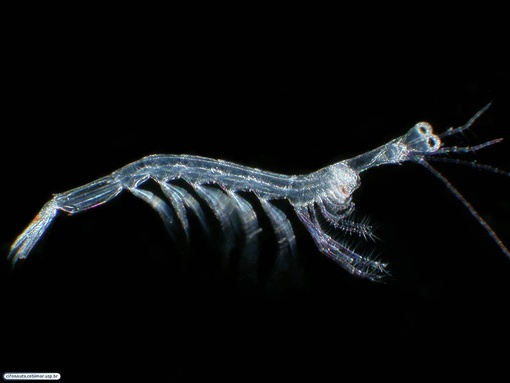
Camarão Luciferidae

É interessante perceber que a variação espacial e temporal da abundância de zooplânctons, inclusive Sergestoidea, depende de condições ambientais( tais como pluviosidade, correntes de maré e outras), de recursos (como disponibilidade de alimento) e da interação entre estes fatores. Entender como estas variáveis afetam o desempenho biológico destas espécies pode auxiliar na compreensão destas variações de abundância.
Como exemplo da influência destes fatores sobre a abundância destes animais, temos: O encontro de rios, como o Amazonas e o Para, despeja em regiões marinhas estuarinas grande volume de água doce (rica em sedimentos e nutrientes), processo intensificado pela maior pluviosidade. Este processo resulta em um aumento da produtividade primária, em consequência do aumento de fitoplânctons; assim, há maior disponibilidade de nutrientes para Sergestoidea e, portanto, encontram-se em maior abundância. Por representarem o elo entre produção primária e consumidores de níveis tróficos maiores, por aumentarem os Sergestoidea, assim como outros plânctons, a cadeia inteira é, de alguma forma, alimentada. 
Praticamente todos os estágios larvais do gênero Acetes podem ser encontrados com maior densidade próximo à costa. Isso mostra a importância ecológica desses ambientes, como berçários para os decápodes e como local onde diversas espécies buscam se alimentar e se reproduzir.
Este exemplo surge como uma forma de reiterar a importância dos Sergestidae para as cadeias tróficas que participam e demonstrar como todos os aspectos de um ecossistema de conectam de forma complexa, por isso a necessidade de estudos que abordem essas relações. 
Entretanto o que se conhece é que, de modo geral, os camarões sergestídeos desempenham uma importante função na cadeia alimentar de ecossistemas marinhos, se alimentando de diatomáceas, copépodes, detritos e fitoplâncton, enquanto são predados por outros animais como água viva, outros crustáceos e peixes.

### Cadeia Trófica
O zooplâncton, em cadeias tróficas aquáticas, representam a transmissão de energia entre organismos fotossintetizantes (fitoplânctons-bacterioplânctons) para consumidores de níveis tróficos mais elevados, como moluscos, crustáceos e peixes planctívoros, e este papel é essencial para a manutenção destes ecossistemas. 
Ademais, as espécies bentônicas e nectônicas têm, geralmente, fases larvais planctônicas, o que corresponde a mais um aspecto que depende da saúde dos organismos planctônicos e reflete sua importância. Os Sergestoídeos estão incluídos nestes processos descritos acima, por serem planctônicos, alguns apenas nas fases larvais, como outros camarões, e outros constituindo a fauna planctônica da fase larval à adulta, como Belzebub faxoni.  
Apesar das discussões abordadas neste artigo, por terem animais pequenos, pelo baixo valor econômico  e por quem pesquisadores têm baixo interesse, há poucas pesquisas acerca destes grupos. Entretanto, com os dados obtidos até hoje, sabe-se que Luciferidae de zonas neríticas compõe cerca de 50% da biomassa em conjunto de dados individuais, além de ser 15% do plâncton em dados de plataformas continentais continentais; estes aspectos refletem que este grupo, apesar de pouco estudado, tem sua importância. 

## Ciclo de Vida

### Desenvolvimento
Os Sergestoídeos apresentam vários estágios prévios ao adulto, divididos morfologicamente em um juvenil e 3 estágios larvais, sendo eles: nauplius, zoea e megalopa. No estágio pós-larval, características morfológicas juvenis são adquiridas no decorrer de números variáveis de mudas. 
Entretanto, esta é apenas uma simplificação do ciclo de vida destes animais, porque há grande variação no número de mudas em cada um destes estágios, dependendo da espécie. 
Especificamente entre os Dendrobranchiata, a larva nauplius é de vida livre mas não possui estruturas especializadas para a alimentação, diferentes de outros Crustáceos em grupos externos a Decapodes, neste estágio, o indivíduo se alimenta do que sobrou do vitélio.
Além disso, algumas das fases larvais desta Superfamília possuem nomes específicos, tais como Elaphocaria e Acanthosoma, para dois estágio diferentes de zoea (protozoea e mysis, respectivamente).
O desenvolvimento destes animais, assim como de muitos outros, está associada a condições ambientais, o que se reflete nas faixas de distribuição discutidas anteriormente neste artigo. No caso de Luciferídeos, por exemplo, a temperatura regula seu ciclo de vida, por isso, há faixas definidas de distribuição em regiões mais quentes. 

### Reprodução
Como outros Decapodes, Sergestoídeos têm fertilização externa, ou seja, oócito é fertilizado externamente à fêmea, gerando o zigoto. Em decorrência disso, o maior tamanho do cefalotórax das fêmeas reflete em uma grande produção de oócitos, na tentativa de garantir que um maior número deles seja fertilizado. 
Esta variação no tamanho corresponde ao dimorfismo sexual  encontrado entre as espécies desta Superfamília. 

Quanto ao desenvolvimento associado a condições ambientais, alguns estudos associam uma maior taxa reprodutiva de Luciferídeos em estações mais quentes, devido à maior abundância de indivíduos encontradas em meses que apresentam estas características. Além disso, percebeu-se que, as fêmeas desta Família possuíam maior pico reprodutivo e uma maior frequência de desova, nestes meses. 

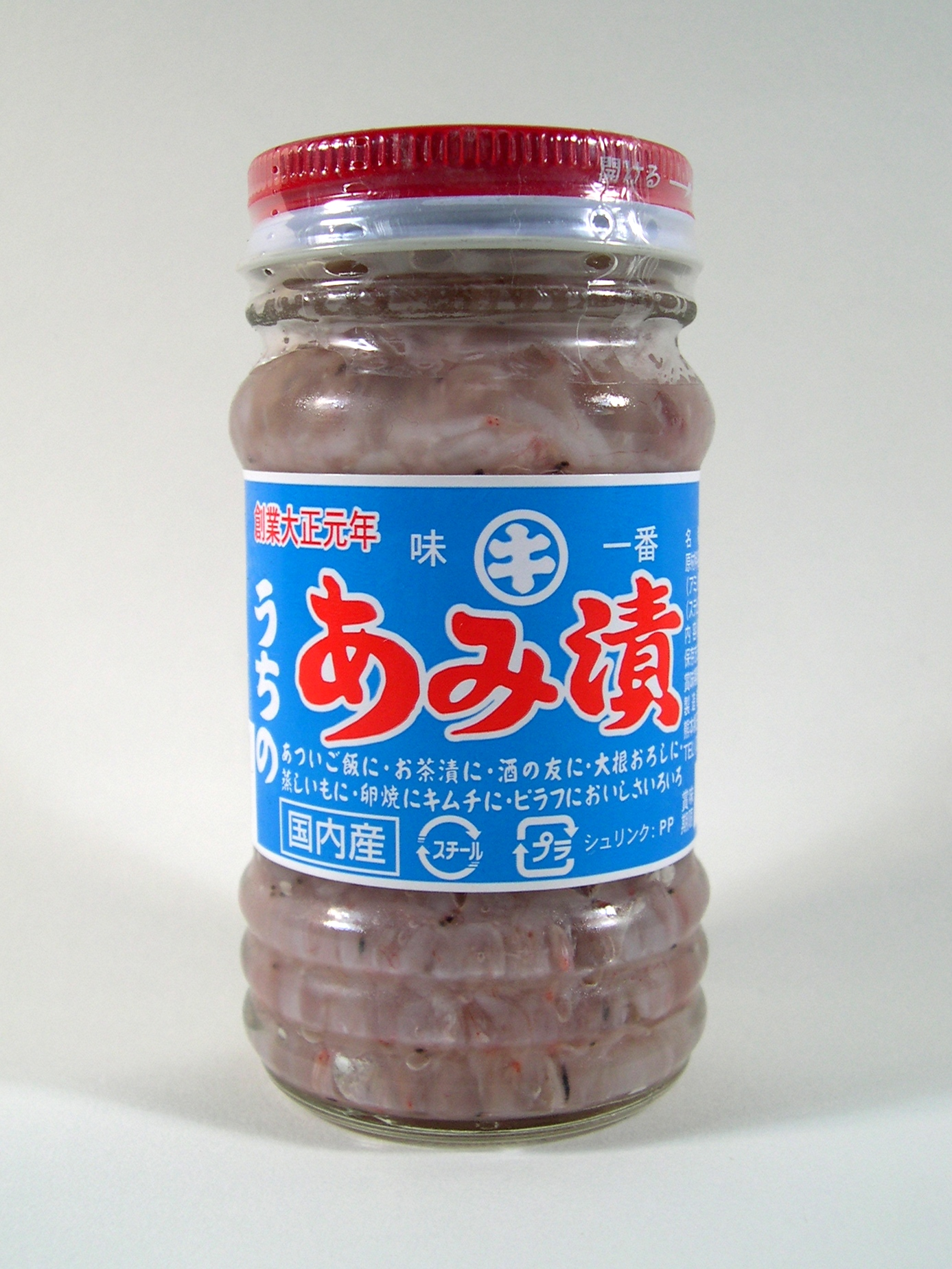
Exemplo de utilização de Sergestidae na culinária

## Importâncias econômicas
Nos países africanos e asiáticos, algumas espécies de Acetes possuem grande importância econômica, pois são utilizados como alimento na aquicultura e também para o consumo humano (Omori, 1975). Na região Norte do Brasil o camarão da espécie Acetes americanus possuí valor econômico e é frequentemente comercializado na forma de salgado seco nos mercados varejistas e compõem uma variedade de pratos típicos como tortas, fritadas, ensopados, etc. É geralmente utilizado como alternativa economicamente mais acessível para culinária amapaense e paraense. A pesca de Acetes também é uma forma de remuneração para muitas famílias que vivem da pesca, vendendo seu produto nas feiras de grandes centros.